# Holothyrida

Строение Leiothyrus nitidissimus

Holothyrida (лат.) — отряд клещей из надотряда паразитиформных (Parasitiformes). Крупные медлительные клещи́ длиной 2—7 мм, обитающие во влажной лесной подстилке. В качестве защиты от естественных врагов полагаются на сильную склеротизацию покровов и мнимую смерть; более подвижные нимфы стараются скрыться от раздражителя. Для потревоженных нимф некоторых видов описано выделение идиосомальными железами секрета, вероятно, способного отпугивать хищников. Изучение рациона нескольких представителей семейства Allothyridae выявило специализацию к питанию гемолимфой недавно умерших членистоногих.

## Таксономия
На протяжении истории изучения Holothyrida разные исследователи рассматривали их в качестве сестринской группы для каждого из трёх других отрядов Parasitiformes: Ixodida, Mesostigmata и Opilioacarida. В настоящее время принята гипотеза о сестринских отношениях Holothyrida и Ixodida, высказанная финским акарологом Пекке Лехтиненом и подтверждённая данными о строении тела и нуклеотидной последовательности нескольких генов.
В составе Holothyrida описано 27 видов, объединяемых в 13 родов и три семейства и одного надсемейства:
- Holothyroidea Thorell, 1882
  - Allothyridae van der Hammen, 1972 — описаны 3 вида в составе 2 родов[5], в коллекциях много неописанных видов[2][3]
    - Allothyrus van der Hammen, 1961
    - Australothyrus van der Hammen, 1983[6]

  - Holothyridae Thorell, 1882[7] — 20 видов в составе 8 родов[5]
    - Indothyrus Lehtinen, 1995[8] — Шри-Ланка
    - Hammenius Lehtinen, 1981[9] — Новая Гвинея
    - Haplothyrus Lehtinen, 1995[8] — Новая Каледония
    - Holothyrus Gervais, 1842 — Маврикий
    - Leiothyrus van der Hammen, 1983[6] — иногда рассматривают в составе Hammenius
    - Lindothyrus Lehtinen, 1995[8] — Новая Каледония
    - Sternothyrus Lehtinen, 1995[8] — Сейшельские острова

  - Neothyridae Lehtinen, 1981[9] — 4 вида в составе 3 родов[5]
    - Diplothyrus Lehtinen, 1999[10] — Южная Америка
    - Neothyrus Lehtinen, 1981[9]

Ареалы представителей семейств чётко разделены: Allothyridae населяют Австралию и Новую Зеландию, Neothyridae — острова Карибского моря и север Южной Америки, Holothyridae известны с нескольких островов Индийского и Тихого океанов: Сейшельские и Маскаренские острова, Шри-Ланка, Новая Гвинея, Новая Каледония и Лорд-Хау.